# Russisches Staatsballett
Das Moskauer Staatstheater für Russisches Ballett (russisch Московский областной государственный академический театр балета «Русский балет» Moskowski oblastnoi gossudarstwenny akademitscheski teatr baleta, deutsch ‚Moskauer regionales staatliches akademisches Theater für Ballett „Russisches Ballett“‘) ist ein international erfolgreiches Ballett-Ensemble aus Moskau, das außerhalb Russlands als „Staatliches Russisches Ballett Moskau“ auftritt.
Das Ballett wurde offiziell am 21. März 1981 als „Moskauer Ballett“ (Langform: Moskauer Theater „Russisches Ballett“, russisch Московский театр «Русский балет», wiss. Transliteration Moskovskij teatr «Russkij balet») von Irina Wiktorowna Tichomirowa gegründet. 1989 wurde es in „Moskauer Staatstheater für Russisches Ballett“ umbenannt. Seitdem wurden Tourneen unter anderem durch Mexiko, die USA, Frankreich, Deutschland, Australien, Ägypten, die Vereinigten Arabischen Emirate, Israel, Schweden, Dänemark, die Schweiz, Liechtenstein und Österreich durchgeführt. 2014 wurde es in Staatliches Russisches Ballett Moskau umbenannt. Die Compagnie hat ihr Stammhaus in Moskau und wird offiziell vom russischen Kultusministerium gefördert. Wirtschaftlich ist es eine Staatliche Budgetinstitution der Kultur.
Zum Repertoire des Balletts zählen vor allem die Werke Schwanensee, Der Nussknacker und Dornröschen von Peter Tschaikowski sowie weitere klassische Ballett-Werke wie Don Quijote von Marius Petipa und Léon Minkus, Cipollino von Karen Chatschaturjan und Genrich Majorow, Aschenputtel von Sergei Prokofjew und Wjatscheslaw Gordejew, Giselle oder Coppélia.
Künstlerischer Direktor des Russischen Staatsballetts ist 1984–1995, 1997–2007 und seit 2008 Wjatscheslaw Michailowitsch Gordejew.
Die ersten Tänzerinnen und Tänzer waren/sind Iuliia Zviagina, Mstislav Arefyev, Shiori Fukuda. Irina Ablizowa, Tatjana Bolotowa, Maxim Fomin, Anton Geiker, Dmitri Kotermin und Anna Schtscherbakowa.
Seit 1987 ist das Staatliche Russische Ballett Moskau in jedem Jahr zur Winterzeit im deutschsprachigen Raum auf Tournee. Dabei tourt das Ballett ohne eigenes Orchester. Die Ballettmusik wird während der Vorstellung über die Beschallungsanlage des jeweiligen Theaters eingespielt. Die Tourneen in Deutschland, Österreich und der Schweiz werden von der Frankfurter Konzertagentur Shooter Promotions durchgeführt.